# Campionati europei di nuoto in vasca corta 1996
I quinti Campionati europei di nuoto in vasca corta si sono svolti a Rostock (Germania) dal 13 al 15 dicembre 1996.
È la prima volta in cui sono presenti le gare su tutte le distanze e non solo sui 50 m come nelle edizioni precedenti.

## Medagliere
| Posizione | Paese         | Oro | Argento | Bronzo | Totale |
| --------- | ------------- | --- | ------- | ------ | ------ |
| 1         | Germania      | 14  | 14      | 11     | 39     |
| 2         | Gran Bretagna | 4   | 4       | 2      | 10     |
| 3         | Paesi Bassi   | 4   | 2       | 2      | 8      |
| 4         | Svezia        | 3   | 3       | 3      | 9      |
| 5         | Polonia       | 3   | 2       | 1      | 6      |
| 6         | Italia        | 2   | 2       | 1      | 5      |
| 7         | Rep. Ceca     | 2   | 1       | 2      | 5      |
| 8         | Norvegia      | 1   | 1       | 2      | 4      |
| 9         | Slovacchia    | 1   | 1       | 1      | 3      |
| 10        | Austria       | 1   | 1       | 0      | 2      |
| 11        | Bielorussia   | 1   | 0       | 2      | 3      |
| 12        | Romania       | 0   | 3       | 1      | 4      |
| 13        | Croazia       | 0   | 2       | 1      | 3      |
| 14        | Svizzera      | 0   | 1       | 2      | 3      |
| 14        | Slovenia      | 0   | 1       | 2      | 3      |

## Piscina 25 m

### 50 m stile libero
| Posizione | Atleta             | Paese         | Tempo |
| --------- | ------------------ | ------------- | ----- |
|           | Mark Foster        | Gran Bretagna | 22.25 |
|           | René Gusperti      | Italia        | 22.51 |
|           | Dimitri Kalinovski | Bielorussia   | 22.57 |

| Posizione | Atleta          | Paese         | Tempo    |
| --------- | --------------- | ------------- | -------- |
|           | Sandra Völker   | Germania      | 24.67 RE |
|           | Sue Rolph       | Gran Bretagna | 25.32    |
|           | Vibeke Johansen | Norvegia      | 25.38    |

### 100 m stile libero
| Posizione | Atleta         | Paese    | Tempo |
| --------- | -------------- | -------- | ----- |
|           | Lars Conrad    | Germania | 48.90 |
|           | Nicolae Butacu | Romania  | 49.49 |
|           | Nicolae Ivan   | Romania  | 49.56 |

| Posizione | Atleta            | Paese         | Tempo    |
| --------- | ----------------- | ------------- | -------- |
|           | Sandra Völker     | Germania      | 53.04 RE |
|           | Sue Rolph         | Gran Bretagna | 54.46    |
|           | Martina Moravcová | Slovacchia    | 54.95    |

### 200 m stile libero
| Posizione | Atleta              | Paese         | Tempo   |
| --------- | ------------------- | ------------- | ------- |
|           | Lars Conrad         | Germania      | 1:45.97 |
|           | Andrew Clayton      | Gran Bretagna | 1:47.35 |
|           | Konstantin Dubrovin | Germania      | 1:48.60 |

| Posizione | Atleta             | Paese       | Tempo   |
| --------- | ------------------ | ----------- | ------- |
|           | Martina Moravcová  | Slovacchia  | 1:57.22 |
|           | Antje Buschschulte | Germania    | 1:58.34 |
|           | Carla Geurts       | Paesi Bassi | 1:59.16 |

### 400 m stile libero
| Posizione | Atleta             | Paese    | Tempo   |
| --------- | ------------------ | -------- | ------- |
|           | Emiliano Brembilla | Italia   | 3:45.52 |
|           | Stefan Pohl        | Germania | 3:48.10 |
|           | Dimitrios Manganas | Grecia   | 3:48.29 |

| Posizione | Atleta            | Paese       | Tempo   |
| --------- | ----------------- | ----------- | ------- |
|           | Kristina Kynerová | Rep. Ceca   | 4:09.94 |
|           | Carla Geurts      | Paesi Bassi | 4:10.36 |
|           | Chantal Strasser  | Svizzera    | 4:13.45 |

### 800 m stile libero
| Posizione | Atleta           | Paese         | Tempo   |
| --------- | ---------------- | ------------- | ------- |
|           | Carla Geurts     | Paesi Bassi   | 8:34.66 |
|           | Flavia Rigamonti | Svizzera      | 8:39.20 |
|           | Sarah Collings   | Gran Bretagna | 8:42.42 |

### 1500 m stile libero
| Posizione | Atleta         | Paese         | Tempo    |
| --------- | -------------- | ------------- | -------- |
|           | Igor Snitko    | Ucraina       | 14:46.59 |
|           | Ian Wilson     | Gran Bretagna | 14:54.24 |
|           | Thomas Lohfink | Germania      | 15.04.13 |

### 50 m dorso
| Posizione | Atleta           | Paese    | Tempo |
| --------- | ---------------- | -------- | ----- |
|           | Mariusz Siembida | Polonia  | 25.03 |
|           | Tomislav Karlo   | Croazia  | 25.14 |
|           | Stev Theloke     | Germania | 25.15 |

| Posizione | Atleta             | Paese       | Tempo |
| --------- | ------------------ | ----------- | ----- |
|           | Sandra Völker      | Germania    | 27.94 |
|           | Antje Buschschulte | Germania    | 28.55 |
|           | Suze Valen         | Paesi Bassi | 28.66 |

### 100 m dorso
| Posizione | Atleta           | Paese    | Tempo |
| --------- | ---------------- | -------- | ----- |
|           | Mariusz Siembida | Polonia  | 53.56 |
|           | Stev Theloke     | Germania | 53.87 |
|           | Emanuele Merisi  | Italia   | 54.39 |

| Posizione | Atleta             | Paese     | Tempo   |
| --------- | ------------------ | --------- | ------- |
|           | Antje Buschschulte | Germania  | 1:00.21 |
|           | Kateřina Pivoňková | Rep. Ceca | 1:01.69 |
|           | Alenka Kejžar      | Slovenia  | 1:01.93 |

### 200 m dorso
| Posizione | Atleta          | Paese    | Tempo   |
| --------- | --------------- | -------- | ------- |
|           | Emanuele Merisi | Italia   | 1:54.91 |
|           | Nicolae Butacu  | Romania  | 1:56.29 |
|           | Stev Theloke    | Germania | 1:56.51 |

| Posizione | Atleta             | Paese     | Tempo   |
| --------- | ------------------ | --------- | ------- |
|           | Kateřina Pivoňková | Rep. Ceca | 2:08.15 |
|           | Antje Buschschulte | Germania  | 2:09.54 |
|           | Alenka Kejžar      | Slovenia  | 2:12.20 |

### 50 m rana
| Posizione | Atleta          | Paese     | Tempo |
| --------- | --------------- | --------- | ----- |
|           | Patrik Isaksson | Svezia    | 27.76 |
|           | Jens Kruppa     | Germania  | 27.77 |
|           | Daniel Malek    | Rep. Ceca | 27.84 |

| Posizione | Atleta        | Paese    | Tempo |
| --------- | ------------- | -------- | ----- |
|           | Vera Lischka  | Austria  | 31.36 |
|           | Terrie Miller | Norvegia | 31.47 |
|           | Hanna Jaltner | Svezia   | 32.04 |

### 100 m rana
| Posizione | Atleta           | Paese       | Tempo   |
| --------- | ---------------- | ----------- | ------- |
|           | Jens Kruppa      | Germania    | 1:00.15 |
|           | Patrik Isaksson  | Svezia      | 1:00.45 |
|           | Alexander Goukov | Bielorussia | 1:00.94 |

| Posizione | Atleta        | Paese    | Tempo   |
| --------- | ------------- | -------- | ------- |
|           | Terrie Miller | Norvegia | 1:07.91 |
|           | Vera Lischka  | Austria  | 1:08.18 |
|           | Alicja Pęczak | Polonia  | 1:08.33 |

### 200 m rana
| Posizione | Atleta           | Paese       | Tempo   |
| --------- | ---------------- | ----------- | ------- |
|           | Alexander Goukov | Bielorussia | 2:09.86 |
|           | Artur Paczynski  | Polonia     | 2:10.69 |
|           | Jens Kruppa      | Germania    | 2:10.70 |

| Posizione | Atleta        | Paese    | Tempo   |
| --------- | ------------- | -------- | ------- |
|           | Alicja Pęczak | Polonia  | 2:26.11 |
|           | Alenka Kejžar | Slovenia | 2:27.33 |
|           | Anne Poleska  | Germania | 2:27.57 |

### 50 m delfino
| Posizione | Atleta            | Paese         | Tempo |
| --------- | ----------------- | ------------- | ----- |
|           | Mark Foster       | Gran Bretagna | 23.91 |
|           | Fabian Hieronimus | Germania      | 24.07 |
|           | Jonas Åkesson     | Svezia        | 24.25 |

| Posizione | Atleta          | Paese     | Tempo    |
| --------- | --------------- | --------- | -------- |
|           | Johanna Sjöberg | Svezia    | 27.15 RE |
|           | Sandra Völker   | Germania  | 27.23    |
|           | Marja Parssinen | Finlandia | 27.69    |

### 100 m delfino
| Posizione | Atleta            | Paese         | Tempo |
| --------- | ----------------- | ------------- | ----- |
|           | Thomas Rupprath   | Gran Bretagna | 53.22 |
|           | Fabian Hieronimus | Germania      | 53.70 |
|           | Denislav Kaltchev | Bulgaria      | 54.02 |

| Posizione | Atleta            | Paese    | Tempo    |
| --------- | ----------------- | -------- | -------- |
|           | Johanna Sjöberg   | Svezia   | 58.80 RE |
|           | Sandra Völker     | Germania | 59.44    |
|           | Julia Voitowitsch | Germania | 1:00.51  |

### 200 m delfino
| Posizione | Atleta             | Paese    | Tempo   |
| --------- | ------------------ | -------- | ------- |
|           | Chris-Carol Bremer | Germania | 1:57.04 |
|           | Thomas Rupprath    | Germania | 1:57.30 |
|           | David Abrard       | Francia  | 1:59.23 |
|           | Adrian Andermatt   | Svizzera | 1:59.23 |

| Posizione | Atleta          | Paese  | Tempo   |
| --------- | --------------- | ------ | ------- |
|           | Barbara Franco  | Spagna | 2:10.20 |
|           | Johanna Sjöberg | Svezia | 2:10.92 |
|           | María Pelaez    | Spagna | 2:11.36 |

### 100 m misti
| Posizione | Atleta           | Paese       | Tempo |
| --------- | ---------------- | ----------- | ----- |
|           | Marcel Wouda     | Paesi Bassi | 54.62 |
|           | Jens Kruppa      | Germania    | 54.82 |
|           | Christian Keller | Germania    | 55.45 |

| Posizione | Atleta            | Paese         | Tempo   |
| --------- | ----------------- | ------------- | ------- |
|           | Sue Rolph         | Gran Bretagna | 1:01.91 |
|           | Martina Moravcová | Slovacchia    | 1:01.98 |
|           | Sabine Herbst     | Germania      | 1:02.46 |

### 200 m misti
| Posizione | Atleta           | Paese       | Tempo   |
| --------- | ---------------- | ----------- | ------- |
|           | Marcel Wouda     | Paesi Bassi | 1:56.83 |
|           | Christian Keller | Germania    | 1:58.52 |
|           | Krešimir Čač     | Croazia     | 2:01.45 |

| Posizione | Atleta        | Paese         | Tempo   |
| --------- | ------------- | ------------- | ------- |
|           | Sue Rolph     | Gran Bretagna | 2:10.60 |
|           | Alicja Pęczak | Polonia       | 2:13.07 |
|           | Sabine Herbst | Germania      | 2:13.29 |

### 400 m misti
| Posizione | Atleta           | Paese       | Tempo   |
| --------- | ---------------- | ----------- | ------- |
|           | Marcel Wouda     | Paesi Bassi | 4:08.90 |
|           | Christian Keller | Germania    | 4:13.03 |
|           | Uwe Volk         | Germania    | 4:15.69 |

| Posizione | Atleta           | Paese     | Tempo   |
| --------- | ---------------- | --------- | ------- |
|           | Sabine Herbst    | Germania  | 4:39.26 |
|           | Beatrice Căslaru | Romania   | 4:41.76 |
|           | Pavla Chrástová  | Rep. Ceca | 4:42.07 |

### 4 x 50 m stile libero
| Posizione | Atleta                                                   | Paese    | Tempo   |
| --------- | -------------------------------------------------------- | -------- | ------- |
|           | Lars Conrad Christian Tröger Tim Nolte Steffen Smöllich  | Germania | 1:29.54 |
|           | Tomislav Karlo Miloš Milošević Miro Žeravica Alen Lončar | Croazia  | 1:29.69 |
|           | Anders Dahl Vermund Vetnes Thomas Sopp Thomas Nore       | Norvegia | 1:30.40 |

| Posizione | Atleta                                                          | Paese    | Tempo   |
| --------- | --------------------------------------------------------------- | -------- | ------- |
|           | Katrin Meißner Silvia Stahl Marianne Hinners Sandra Völker      | Germania | 1:41.15 |
|           | Johanna Sjöberg Linda Olofssen Nelly Jörgensen Malin Svahnström | Svezia   | 1:42.18 |
|           | Dominique Diezi Andrea Quadri Sandrine Paquier Chantal Strasser | Svizzera | 1:44.90 |

### 4 x 50 m misti
| Posizione | Atleta                                                          | Paese         | Tempo   |
| --------- | --------------------------------------------------------------- | ------------- | ------- |
|           | Stev Theloke Jens Kruppa Fabian Hieronimus Lars Conrad          | Germania      | 1:38.28 |
|           | Emanuele Merisi Domenico Fioravanti Luca Belfiore René Gusperti | Italia        | 1:38.50 |
|           | Neil Willey Richard Maden Mark Foster Simon Handley             | Gran Bretagna | 1:38.72 |

| Posizione | Atleta                                                            | Paese       | Tempo      |
| --------- | ----------------------------------------------------------------- | ----------- | ---------- |
|           | Sandra Völker Sylvia Gerasch Antje Buschschulte Julia Voitowitsch | Germania    | 1:51.79 RE |
|           | Suze Valen Madelons Baans Wilma van Hofwegen Angela Postma        | Paesi Bassi | 1:52.80    |
|           | Nelly Jörgensen Hanna Jaltner Johanna Sjöberg Linda Olofssen      | Svezia      | 1:53.06    |